# Milenci z Pont-Neuf
Milenci z Pont-Neuf (v originále Les Amants du Pont-Neuf) je francouzský hraný film z roku 1991, který režíroval Leos Carax podle vlastního scénáře.

## Děj
Mladý bezdomovec a polykač ohně Alex se v noci potácí Paříží, kde mu auto přejede nohu. Je převezen do azylového domu v Nanterre. Po ošetření zranění se Alex vrací na Pont Neuf s nohou v sádře. Na mostě, který je uzavřen kvůli rekonstrukci, pobývá s Hansem. Postarší bezdomovec Alexovi poskytuje hypnotika, protože trpí nespavostí.
Alex na Pont Neuf potkává Michèle. Pozvolna slepnoucí malířka byla svědkem autonehody a zpaměti si namalovala Alexův obličej. Když chce nakreslit Alexův portrét, dostane záchvat mdloby. Alex se o Michèle stará a přimlouvá se za ni u Hanse, který chce dívku odehnat. Alex zjistí, že Michèle se dobrovolně vzdala své zajištěné existence, protože byla nešťastně zamilovaná do violoncellisty Juliena. Michèle sní o jeho vraždě otcovou zbraní, kterou má u sebe.
V den 200. výročí Francouzské revoluce se Alex a Michèle opijí a baví se, včetně krádeže motorového člunu a vodního lyžování na Seině. Michèle ukradne z Hansovy skrýše nějaké ampulky s prášky na spaní a slíbí Alexovi, že ho naučí spát. Okradou několik kolemjdoucích a za ukradené peníze odjedou k moři, kde se spolu sblíží. Michèlin pokus vyléčit Alexovu nespavost pomocí prášků však selže.
Když se vrátí na most, Michèle se začne zhoršovat oční choroba. Hans, bývalý vrchní noční hlídač v pařížském Louvru, jí v noci umožní prohlédnout si její oblíbený autoportrét Rembrandta, který už přes den nevidí kvůli instalované neonové trubici. Michèle se začíná smiřovat s tím, že s Alexem po boku brzy oslepne.
Když je Michèle hledána plakátovou kampaní v metru, protože je možné zachránit její zrak novým typem operace, Alex plakáty podpálí. Lepič plakátů během toho zemře. Michèle se ale dozví o šanci na uzdravení prostřednictvím rádia. Tajně dá Alexovi prášky na spaní a opustí ho.
Alex, který zůstal sám, se střelí do ruky Michèlinou pistolí. Na mostě ho později zatkne policie a je odsouzen ke třem letům vězení za usmrcení z nedbalosti. O dva roky později ho Michèle, vyléčená z oční choroby, navštíví ve vězení, protože na něj nemůže zapomenout. Vrátila se do života střední třídy a žije s očním lékařem.
Po Alexově propuštění z vězení se oba dohodnou, že se jedné zimní noci setkají v renovovaném Pont Neuf, který byl znovu otevřen pro provoz. Tam oslavují své shledání a Michèle dokončí Alexův portrét. Když ale chce o několik hodin později Alexe opustit a vrátit se domů, nechce ji pustit a shodí ji z mostu do Seiny, kam také skočí. Alex a Michèle zachrání námořníci, kteří plují do Le Havru. Alex a Michèle se rozhodnou plout s nimi.

## Obsazení
| Juliette Binocheová  | Michèle Stalens |
| Denis Lavant         | Alex            |
| Klaus-Michael Grüber | Hans            |
| Daniel Buain         | bezdomovec      |
| Marion Stalens       | Marion          |
| Chrichan Larsson     | Julien          |
| Paulette Berthonnier | lodnice         |
| Roger Berthonnier    | lodník          |
| Edith Scob           | žena v autě     |
| George Apperighis    | muž v autě      |

## Ocenění
- César: nominace v kategoriích nejlepší herečka (Juliette Binoche) a nejlepší výprava (Michel Vandestien)
- Evropské filmové ceny: nejlepší herečka (Juliette Binoche), nejlepší kamera (Jean-Yves Escoffier) a nejlepší střih (Nelly Quettier); nominace v kategoriích nejlepší film a nejlepší herec
- Cena BAFTA: nominace na nejlepší cizojazyčný film
- Sant Jordi: Juliette Binoche získala v roce 1993 cenu pro nejlepší zahraniční herečku za role ve filmech Milenci z Pont-Neuf, Osud a Tři barvy: modrá
- Chicago Film Critics Association: nominace v kategorii nejlepší cizojazyčný film